# Уманак
Уманак (гренл. Uummannaq букв. «в форме тюленьего сердца») — город и административный центр бывшей одноимённой коммуны на севере Западной Гренландии. Ныне входит в состав коммуны Каасуитсуп.
Сам город расположен на острове (12 км²), к северу от острова Диско, в 590 км к северу от Полярного круга, на 70 градусе северной широты. Это самый северный терминал гренландских паромов.
Коммуна граничила с севера с Упернавиком, с юга с Илулиссатом, на востоке, на ледниковом щите граничила с Иттоккортоормиитом. Население коммуны в январе 2008 года составляло 2412 человек, из них 1296 жило в городе. На острове Уумманнак кроме самого города расположена также гора Ууманнак, высотой 1170 м. Склоны её весьма круты и восхождение на неё требует серьёзных навыков. Гора имеет сердцевидную форму, по которой и названа (как и сам город). Фьорд Уумманнак — общее название для фьордов к северу от мыса Ниагорнат на полуострове Нууссуак.
Город был основан датчанами в 1763 году на нынешнем месте тогдашним управляющим колонии Брууном. С 1778 года в районе Каарсут происходит добыча угля, в Маарморилике 1933—1971 гг. добывался мрамор, а до 1990 года также и свинец и цинк. Завод по производству консервов из палтуса дополняет охоту и рыбную ловлю в списке источников занятости населения. В 1935 году архитектор Хельги Бойзен-Миллер построил церковь из гранита, хотя большинство домов построено по традиционной технологии из торфа. Air Greenland осуществляет вертолётные рейсы в Уманак. Самолётное сообщение возможно лишь с Каарсутом, так как сам Уманак слишком мал, чтобы иметь большую ВПП.
В своё время окрестности Уманака были ареной съёмок фильма «SOS Айсберг» Арнольда Франка, с участием Лени Рифеншталь, Сеппа Риста, Эрнста Удета и Гибсона Гоуланда. Параллельно снимался фильм «Северный полюс — Ахой» Эндрю Мортона, считавшийся пародией на «SOS Айсберг».
Датские и гренландские дети также полагают, что на западе острова, в заливе Спраглебютен, находится хижина Санта-Клауса. Там был построен торфяной домик Санты для датской телевизионной программы, что закрепило это представление в детском воображении. На северном побережье полуострова Нууссуак найдено покинутое поселение Килакитсок, с мумиями 8 человек из XV века.